# Министерство сельского хозяйства Индии
Министерство сельского хозяйства Индии является ведомством Правительства Индии, высшим органом для разработки и администрирования норм и правил и законов, касающихся сельского хозяйства в Индии. Тремя широкими областями возможностей для министерства являются сельское хозяйство, пищевая промышленность и сотрудничество. Министерство возглавляет Шарад Павар. Хариш Рават и Чаран Дас Махант являются государственными министрами и П. К. Басу является государственным секретарем по вопросам сельского хозяйства и пищевой промышленности.
Экономика Индии в значительной степени является аграрной — с 52,1 % населения, по оценкам, прямо или косвенно заняты в сельском хозяйстве и смежных отраслях в 2009-10 гг. Сельское хозяйство в Индии имеет значение из-за истории нехватки продовольствия и роста численности населения.

## История
Министерство налогов, сборов, сельского хозяйства и торговли было создано в июне 1871 года для решения всех сельскохозяйственных вопросов в Индии. До создания этого министерства, вопросы, связанные с сельским хозяйством находились в портфеле Департамента внутренних дел.
В 1881 году было создано Министерство налогов и сборов и сельского хозяйства для комбинирования портфелей образования, здравоохранения, сельского хозяйства и доходов. Тем не менее, в 1947 году данное министерство было переименовано в Министерство сельского хозяйства.

## Структура
- Департамент сельского хозяйства и кооперации.
- Департамент исследований и образования в области сельского хозяйства .
- Департамент животноводства, молочного хозяйства и рыболовства.